# Aritmetická posloupnost
Aritmetická posloupnost je druh matematické posloupnosti, kde je stálý rozdíl mezi sousedními členy. Tento rozdíl mezi libovolným členem kromě prvního a předcházejícím členem se obvykle značí d a nazývá diference. Aritmetickou posloupnost lze chápat jako lineární funkci definovanou v oboru přirozených čísel a proto i pro svou jednoduchost je jedním z nejdůležitějších typů posloupností. Zobecněním je aritmetická posloupnost vyššího řádu (někdy též vyššího stupně), jejíž i-tý člen lze vyjádřit jako hodnotu nějakého pevného polynomu pro dané i. Řád aritmetické posloupnosti pak definujeme jako stupeň tohoto polynomu, přičemž posloupnost samých nul má řád -1.

## Vzorce
V následujících vzorcích označuje {\displaystyle a_{n}} n-tý člen aritmetické posloupnosti a d její diferenci.

### Rekurentní zadání
- známe některý člen a jeho index: {\displaystyle i,a_{i}}

- známe rekurentní vzorec vyjadřující, že sousední členy se liší o konstantu: {\displaystyle \,a_{n+1}=a_{n}+d}

### Zadání vzorcem pron-tý člen
{\displaystyle a_{n}=a_{1}+(n-1)\cdot d}

### Vyjádřenír-tého členu zs-tého
{\displaystyle a_{r}=a_{s}+(r-s)\cdot d}

### Součet prvníchnčlenů
{\displaystyle s_{n}={\frac {n\cdot (a_{1}+a_{n})}{2}}=na_{1}+{\frac {1}{2}}n(n-1)d}

#### Odvození vzorce pro součet prvních n členů

Animovaný důkaz součtu řady celých čísel 1+2+...+n.

Součet prvních {\displaystyle n} členů aritmetické posloupnosti lze spočítat následovně:
{\displaystyle s_{n}=a_{1}+a_{2}+\ldots +a_{n}=a_{1}+(a_{1}+d)+(a_{1}+2d)+\ldots +[a_{1}+(n-2)d]+[a_{1}+(n-1)d]}
Napišme součet znovu, ale v obráceném pořadí sčítanců:
{\displaystyle s_{n}=[a_{1}+(n-1)d]+[a_{1}+(n-2)d]+\ldots +(a_{1}+d)+a_{1}}
Vidíme, že součty odpovídajících členů "pod sebou" jsou stejné:
{\displaystyle 2s_{n}=n\cdot [a_{1}+a_{1}+(n-1)d],}
{\displaystyle s_{n}={\frac {n\cdot (a_{1}+a_{n})}{2}}.}

#### Historická souvislost
Pro důkaz vzorce pro výpočet součtu aritmetické posloupnosti (viz přiložený animovaný obrázek) je možné využít příběh o mladém matematikovi K. F. Gaussovi (1777–1855). Když byl Gauss malým žáčkem, potřeboval žáčky jejich učitel zaměstnat, a tak jim zadal úkol sečíst čísla od 1 do 100. Zatímco spolužáci byli teprve na začátku výpočtu, malý žáček Gauss již hlásil výsledek (celkem 5 050). Uvědomil si totiž, že když si napíše řadu čísel 1 až 100 a nad ní stejnou řadu v obráceném pořadí, bude součet pod sebou napsaných čísel vždy 101 (první a poslední člen je {\displaystyle 1+100=101}, druhý a předposlední člen je {\displaystyle 2+99=101}, atd.) a těchto součtů bude celkem 100. Takže celkový součet bude {\displaystyle 100\cdot 101=10100}, avšak řada je v něm započtena dvakrát, takže je výsledek nutné vydělit dvěma, a proto bude součet řady {\displaystyle s_{100}={\frac {100\cdot (100+1)}{2}}=5050}.

## Příklad
Například je-li {\displaystyle a_{1}=-5} a {\displaystyle d=3}, pak několik prvních členů aritmetické posloupnosti je: −5, −2, 1, 4, 7, 10, 13, …

## Souvislost s aritmetickým průměrem
Pro aritmetickou posloupnost platí, že každý člen kromě prvního je aritmetickým průměrem obou sousedních členů:
{\displaystyle \ a_{n}={\frac {a_{n-1}+a_{n+1}}{2}}}
Obráceně pokud tato vlastnost platí pro všechny členy posloupnosti počínaje druhým, tak se jedná o aritmetickou posloupnost (důkaz např. matematickou indukcí).

## Souvislost s geometrickou posloupností
Je-li posloupnost {\displaystyle a_{n}} aritmetická, tak je posloupnost {\displaystyle b^{a_{n}}} geometrická (pro libovolný základ b≥0).
Je-li posloupnost {\displaystyle g_{n}} geometrická s kladnými členy, tak je posloupnost {\displaystyle \quad \log _{b}g_{n}} aritmetická (pro libovolný základ b>0, b≠1).

## Aritmetická řada
Součet členů aritmetické posloupnosti je označován jako aritmetická řada. Kromě případu posloupnosti samých nul je řada divergentní.
Součet aritmetické řady je dán jako limita posloupnosti n-tých částečných součtů. Platí tedy
{\displaystyle \lim _{n\to \infty }s_{n}=\pm \infty },
kde kladné znaménko platí pro {\displaystyle d>0} anebo {\displaystyle d=0,a_{1}>0} a záporné pro {\displaystyle d<0} anebo {\displaystyle d=0,a_{1}<0}.
Pro {\displaystyle a_{1}=d=0} je součet
{\displaystyle \lim _{n\to \infty }s_{n}=0.}